# Citroën Xsara WRC
De Citroën Xsara WRC is een rallyauto, gebaseerd op de Citroën Xsara en ingedeeld in de World Rally Car categorie, die door Citroën werd ingezet in het Wereldkampioenschap Rally, tussen het seizoen 2001 en 2006.

## Geschiedenis
Na een succesvolle periode met de Formule 2 Xsara Kit Car, begon Citroën in 2000 met de ontwikkeling van de World Rally Car versie, op dat moment nog genaamd de Xsara T4. Kopman Philippe Bugalski won er dat jaar het Frans rallykampioenschap mee. Een nieuwe versie van de auto debuteerde in het Wereldkampioenschap Rally in 2001 tijdens de Rally van Catalonië, met rijders Bugalski en Jesús Puras. De auto bewees zijn competitiviteit op asfalt gelijk, maar het eerste succes bleef uit tot aan de Rally van Corsica later dat jaar, waar Puras de Xsara WRC haar eerste WK-rally overwinning schonk. In het seizoen 2002 reed Citroën wederom een gelimiteerd programma in het WK, maar nam deze ook de rally's op onverhard mee in hun programma, ter voorbereiding op een volledige campagne het jaar daarop. Met nieuwkomer Sébastien Loeb won het dat jaar in Duitsland, terwijl Thomas Rådström een eerste podium resultaat op gravel realiseerde met een derde plaats in Kenia.
In het seizoen 2003 reed het team voor het eerst een volledig seizoen met de Xsara WRC, nu met Colin McRae en Carlos Sainz als teamgenoten van Loeb. Het won vier WK-rally's gedurende het seizoen, met Sainz die in Turkije de eerste zege op gravel veilig stelde voor de Xsara. Ufiteindelijk versloeg het zusterbedrijf Peugeot om de titel bij de constructeurs. In 2004 breidde het succes zich uit, met zes overwinningen voor Loeb en een voor Sainz, de wereldtitel voor Loeb bij de rijders en wederom een kampioenschap bij de constructeurs. Dit werd nog eens overtroffen in 2005 toen Loeb tien keer won en op dominante wijze zijn titel verdedigde. De wisselvallige resultaten van François Duval hield de strijd voor het constructeurskampioenschap iets langer ongewis, maar ook hierin slaagde Citroën, en Duval won uiteindelijk ook nog de afsluitende ronde van het kampioenschap in Australië, de laatste WK-rally overwinning voor de Xsara WRC als fabrieksauto.
Citroën trok zich voor het seizoen 2006 terug als officieel fabrieksteam, ter voorbereiding op de ontwikkeling van de Xsara's opvolger, de Citroën C4 WRC. Het team legde voor dat jaar hun taken in handen van het Belgische Kronos Racing, en ging dus als semi-officieel team verder. Loeb bleef aan als kopman, en bewees met acht overwinningen nog steeds de competitiviteit van de Xsara WRC. Een blessure onthield Loeb van deelname aan de laatste vier rondes van het kampioenschap, maar uiteindelijk ging hij toch aan de haal met zijn derde opeenvolgende wereldtitel, terwijl het bij de constructeurs nu wel verslagen werd door Ford. De Xsara WRC werd voor het seizoen 2007 vervangen door de C4 WRC, waarmee Citroën terugkeerde als volledige fabrieksinschrijving, en daarmee door wist te borduren op de behaalde successen.

## Specificaties
| Carrosserie           | Merk               | Citroën                                                                                      |  |  |
| Carrosserie           | Type               | Xsara WRC                                                                                    |  |  |
| Carrosserie           | Body               | Monocoque, 3-deurs                                                                           |  |  |
| Carrosserie           | Materiaal          | Staal                                                                                        |  |  |
|                       |                    |                                                                                              |  |  |
| Afmetingen en gewicht | Lengte             | 4167 mm                                                                                      |  |  |
| Afmetingen en gewicht | Breedte            | 1770 mm                                                                                      |  |  |
| Afmetingen en gewicht | Hoogte             | 1390 mm                                                                                      |  |  |
| Afmetingen en gewicht | Wielbasis          | 2555 mm                                                                                      |  |  |
| Afmetingen en gewicht | Gewicht            | 1230 kg                                                                                      |  |  |
|                       |                    |                                                                                              |  |  |
| Technisch             | Motor              | 2-liter, 4 in lijn cilinder                                                                  |  |  |
| Technisch             | Motor positie      | voor, transvers                                                                              |  |  |
| Technisch             | Capaciteit         | 1998 cc                                                                                      |  |  |
| Technisch             | Boring × Slag      | 85,5 × 87                                                                                    |  |  |
| Technisch             | Ventielen per cil. | 4                                                                                            |  |  |
| Technisch             | Nokkenas           | Dubbel bovenliggend                                                                          |  |  |
| Technisch             | Vermogen           | 310 Pk/5500 tpm                                                                              |  |  |
| Technisch             | Max. koppel        | 570 Nm/2750 tpm                                                                              |  |  |
| Technisch             | Verbranding        | Injectie                                                                                     |  |  |
| Technisch             | Transmissie        | 6 versnellingen, X-trac stuurwiel, sequentieel                                               |  |  |
| Technisch             | Aandrijving        | 4WD                                                                                          |  |  |
| Technisch             | Ophanging          | Onderste draagarm, McPherson stuts, springveren, gas schokbrekers, verstelbare anti-roll bar |  |  |